# Steinkreuz in Stadeln

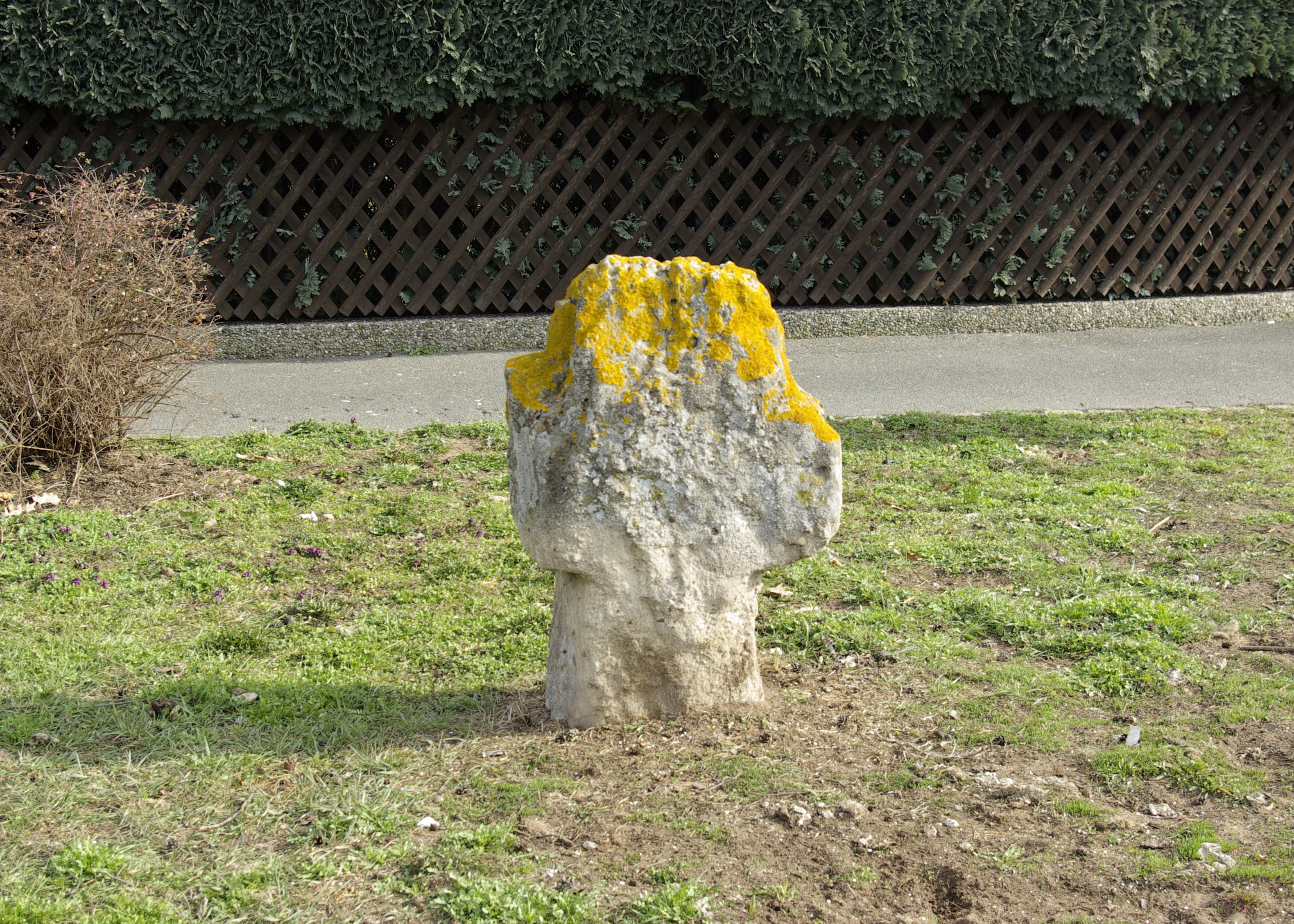
Das Steinkreuz in Stadeln, 2013

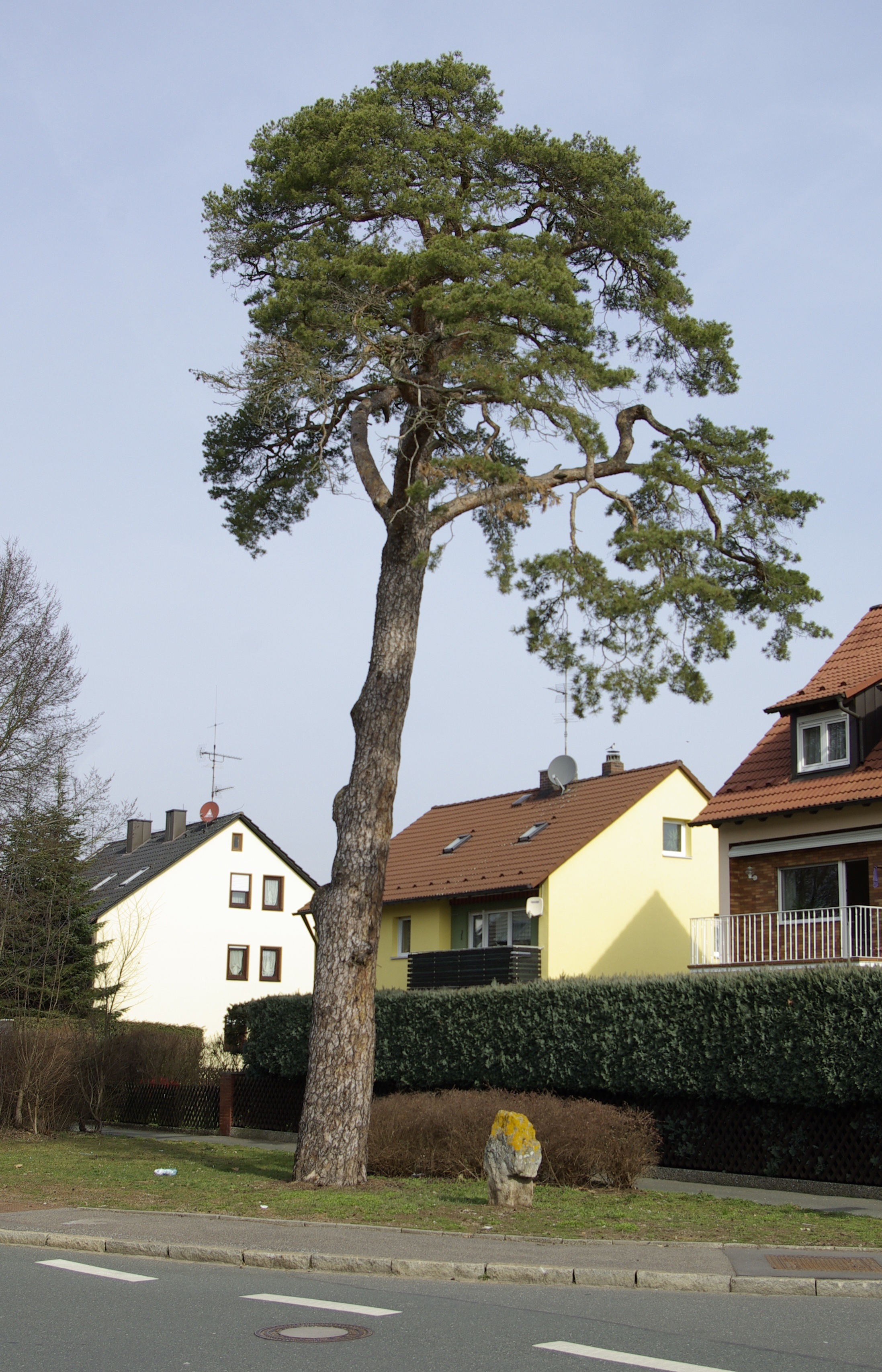
Das Steinkreuz und die im August 2013 gefällte Stadelner Kiefer, 2013

Das Steinkreuz in Stadeln ist ein historisches Steinkreuz im Fürther Gemeindeteil Stadeln. Das Bayerische Landesamt für Denkmalpflege verzeichnet es unter der Denkmalnummer D-5-63-000-1644.

## Standort
Das Steinkreuz steht in einer Grünfläche an der Kreuzung Theodor-Heuss-Straße / Alfred-Nobel-Straße. Direkt neben dem Kreuz befand sich bis August 2013 die Stadelner Kiefer, bei der es sich um ein eingetragenes Naturdenkmal handelte. Der über 200 Jahre alte Baum musste wegen Faulschäden gefällt werden.

## Beschreibung
Das stark vermooste und verwitterte Sandsteinkreuz ist etwa einen Meter hoch, maximal 46 cm breit und 35 cm tief.

## Geschichte
Über die Bedeutung des vermutlich aus dem 16. Jahrhundert stammenden Steinkreuzes ist nichts bekannt. Wie bei den meisten solcher Kreuze wird angenommen, dass es an der Stelle eines Unglücks oder als Sühnestein für einen Mord errichtet wurde. Urkundlich wurden in Stadeln noch weitere Steinkreuze sowie ein Ruhstein und ein Bildstock erwähnt. Heute ist das Steinkreuz an der Theodor-Heuss-Straße das einzig erhaltene Flurdenkmal des Fürther Ortsteils.